# سرنیزه‌ای برگ‌پهن
سرنیزه‌ای برگ‌پهن (نام علمی: Sagittaria platyphylla) نام یک گونه از سرده پیکان آبی است.